# مهرهرمزد

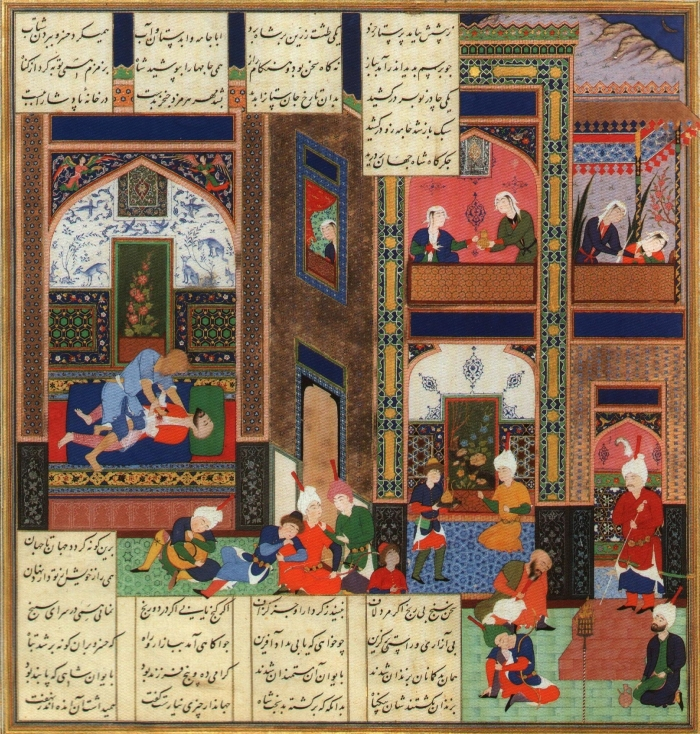
مینیاتوری از صحنهٔ کشته شدن خسرو پرویز به دست مهرهرمزد

مهرهرمزد یا نیوهرمزد اشراف‌زاده‌ای از خاندان سورن و پسر مردانشاه (پاذوسپان نیمروز) بود که به فرمان خسرو پرویز پادشاه ساسانی به قتل رسیده بود.در سال ۶۲۸م خسروپرویز توسط پسرش شیرویه از قدرت برکنار و زندانی گردید و چندی بعد توسط مهرهرمزد که قصد گرفتن انتقام پدر را داشت کشته شد. شیرویه پس از کشته شدن خسروپرویز، مهرهرمزد را به قتل رساند.

## کشتن خسرو پرویز
بنابر داستانی که در کتاب‌ها آمده‌است و واقعیت آن مشخص نیست، اختربینان به خسرو دو سال قبل از مرگ گفته‌بودند که مرگ او از جانب نیمروز است و این نکته خسرو را نسبت به مردانشاه که فرمانروایی توانمند بود، بدگمان کرد. پس بر آن شد که او را به هلاکت رساند ولی چون خدماتش را به یاد آورد، مصمم شد که فقط به بریدن دست راست او بسنده کند تا در نتیجه این سیاست از اشتغال به خدمات عالیهٔ کشوری بازماند. چون سیاست اجرا شد، خسرو خواست با دادن مال بسیار او را راضی و خوشدل کند ولی مردانشاه گفت، به جای مال خواهشی دارم و آن این است که سرم را از تن جدا کنید زیرا که در چنین وضع شرم‌آوری، زندگی بر من حرام است. پس از آن خسرو وی را به قتل رسانید.
خسرو سپس از مهرهرمزد پسر وی خواست که به جای پدر به بابل برود ولی مهرهرمزد نپذیرفت و از لشکریِ خسرو خود را کنار کشیده، در دشمنی خسرو ثابت قدم شد.
چون خسرو به جای شیرویه، مردانشاه پسر شیرین را به ولیعهدی برگزید، شیرویه مصمم شد که از حق خود دفاع کند. برخی از بزرگان نیز به وی پیوستند، از جمله شمطا پسر یزدین و مهرهرمزد که پدرانشان را خسرو به قتل آورده بود. پس به فرمان شیرویه، قلعهٔ فراموشی را گشودند و جماعتی بسیار از زندانیان سیاسی نجات یافتند و از هواخواهان شیرویه شدند.پس از زندانی شدن خسرو، بزرگان پارس پیش شیرویه آمدند و گفتند ما را دو شاه نباید یا بگوی خسرو را بکشند، تا بندگان و فرمانبران تو باشیم یا تو را خلع کنیم و فرمانبردار خسرو شویم. شیرویه متحیر شد و دانست که اگر پرویز به قدرت بازگردد، همان آن که بنشیند، او را بکشد.
شیرویه مهرهرمزد را پیش پدرش خسرو پرویز فرستاد. پرویز گفت: «تو مرا خواهی کشت که منجمان به من گفته‌اند که مرگ من بر دست کسی باشد از ولایت نیمروز و من تو را نشناختم و پدر تو مردانشاه را بکشتم. تو پسر اویی و هر که کشندهٔ پدر را نکشد، حرامزاده بود.» مهرهرمزد با تبرزین بر کتف او زد، کاری نشد چون پرویز بر بازوی خود زره بسته بود که آهن بر وی کار نکردی. پرویز به دست خود زره را بینداخت. مهرهرمزد به تبرزینی دیگر، کار او آخر کرد.
مهرهرمزد نزد شیرویه آمد و گفت: «کشتمش.» گفت: «به تو چه گفت؟» مهرهرمزد گفت: «مرا گفت که کشندهٔ من، تو خواهی بود که هر که کین پدر باز نخواهد، حرامزاده بود.»
سپاه همه آفرین گفتند و بازگشتند. شیرویه گریستن گرفت و آن روز تا شب همی می‌گریست. چون شب شد، مهرهرمزد را بخواند و او را بکشت و گفت که «کشندهٔ پدر نتوانم دید، خاصه آنکه پیغام آورده باشد که هر که، کشندهٔ پدر نکشد، حرامزاده باشد.»
در کتاب ایران در زمان ساسانیان، کریستین‌سن، نوشته شده، شمطا و مهرهرمزد با اجازهٔ شیرویه خسرو را کشتند اما در کتاب تاریخ طبری و تاریخ بلعمی، تنها از مهرهرمزد، به عنوان کشندهٔ خسرو پرویز نام برده شده‌است.